# Янне Пухакка
Янне Пухакка (фін. Janne Puhakka; 24 лютого 1995, Еспоо — 13 жовтня 2024, Еспоо) — фінський хокеїст, що грав на позиції крайнього нападника.

## Ігрова кар'єра
Професійну хокейну кар'єру розпочав 2015 року.
Протягом професійної клубної ігрової кар'єри, що тривала 4 роки, захищав кольори команд «Еспоо Блюз», ТуТо, «Еспоо Юнайтед» та «Рапас де Гап».

## Особисте життя
Пухакка був першим відкритим геєм у Фінляндії, який публічно розкрив свою гомосексуальність у 2019 році.

## Смерть
Янне помер у своєму будинку в Еспоо 13 жовтня 2024 року у віці 29 років. Його колишнього партнера Рольфа Нордмо з Тренделагу, Норвегія, пізніше заарештували як підозрюваного у вбивстві.
Детектив Матті Гегман повідомив, що підозрюваний зізнався у вбивстві Пухакки.
Рольфа засудили за вбивство у 2025 році.